# Semir Štilić
Semir Štilić (wym. [sɛmir ʃtilitɕ]; ur. 8 października 1987 w Sarajewie) – bośniacki piłkarz występujący na pozycji pomocnika w klubie FK Željezničar,reprezentant kraju. Wcześniej grał w Željezničarze, Lechu Poznań, Karpatach Lwów, Gaziantepsporze, Wiśle Kraków, APOEL-u oraz ponownie w krakowskiej Wiśle. Syn piłkarza Ismeta Štilicia.

## Kariera klubowa

### Początki kariery
W wieku sześciu lat Štilić rozpoczął treningi w portugalskim FC Porto. Następnie przeniósł się do bośniackiego Željezničara, gdzie najpierw występował w drużynach juniorskich, by po kilku latach awansować do pierwszego zespołu.

### Lech Poznań
11 czerwca 2008 roku Semir Štilić podpisał 4-letni kontrakt z Lechem Poznań. Pierwszego gola w nowych barwach zdobył 31 lipca podczas spotkania pierwszej rundy eliminacyjnej Pucharu UEFA z Xəzərem Lenkoran. 17 sierpnia w meczu z Jagiellonią Białystok zanotował swoje premierowe trafienie w polskiej ekstraklasie, wykorzystując rzut karny. W grudniu 2008 roku wyróżniony w plebiscycie tygodnika „Piłka Nożna” w kategorii „Obcokrajowiec Roku”. Sezon 2008/09 zakończył z dorobkiem 49 spotkań i 15 goli we wszystkich rozgrywkach, a ponadto zdobył z klubem Puchar Polski oraz zajął trzecie miejsce w lidze. Na zakończenie kolejnych rozgrywek mógł już cieszyć się z Lechem ze zdobycia mistrzostwa Polski, wcześniej sięgając także po Superpuchar Polski. Podczas fety kończącej sezon 2011/12 publicznie zaintonował wulgarną przyśpiewkę obrażającą zespół Legii Warszawa. Po oficjalnym piśmie zarządu Legii skierowanym do władz Lecha Štilić przeprosił, tłumacząc się, iż nie znał znaczenia śpiewanego przez siebie słowa. Wobec tego Lech odstąpił od ukarania zawodnika, zaś Komisja Ligi 10 maja 2012 roku nałożyła na niego dyskwalifikację na okres sześciu spotkań oraz dodatkową karę finansową w wysokości 20 tysięcy złotych.

### Karpaty Lwów i Gaziantepspor
23 lipca 2012 roku Štilić przeszedł do Karpat Lwów, z którym to klubem związał się czteroletnią umową. W trakcie całego sezonu rozegrał w barwach klubu 22 spotkania ligowe oraz zdobył jedną bramkę, w wygranym 6−0 spotkaniu z Krywbasem Krzywy Róg. Ponadto dołożył dwa występy i dwa gole w Pucharze Ukrainy.
19 sierpnia 2013 roku opuścił Karpaty, by podpisać trzyletni kontrakt z tureckim Gaziantepsporem. W nowym klubie rozegrał zaledwie sześć ligowych spotkań, w trakcie których zdobył jednego gola, w przegranym 1−3 meczu z Fenerbahçe SK.

### Wisła Kraków
23 stycznia 2014 roku Štilić wrócił do Polski, gdzie podpisał półtoraroczny kontrakt z Wisłą Kraków.

### APOEL
13 czerwca 2015 roku podpisał trzyletni kontrakt z APOEL-em Nikozja. Štilić zagrał tylko w 16 spotkaniach ligowych, strzelając trzy bramki dla cypryjskiego klubu. W sezonie 2016/2017 został odsunięty od pierwszego składu, po czym 19 września 2016 rozwiązał umowę za porozumieniem stron.

### Powrót do Wisły Kraków
14 stycznia 2017 roku wrócił do Wisły Kraków, wiążąc się z polskim klubem półtorarocznym kontraktem. Niespełna siedem miesięcy później, 20 lipca, rozwiązał kontrakt za porozumieniem stron.

### Wisła Płock
4 września 2017 związał się roczną umową z Wisłą Płock.

## Kariera reprezentacyjna
Semir Štilić ma za sobą grę w kilku juniorskich oraz młodzieżowych reprezentacjach Bośni i Hercegowiny. 15 grudnia 2007 roku zadebiutował w seniorskiej reprezentacji, gdy w 90. minucie przegranego 0−1 meczu towarzyskiego z reprezentacją Polski zastąpił na boisku Emira Hadžicia.

## Statystyki kariery klubowej
(aktualne na dzień 24 lutego 2019)
| Klub               | Sezon              | Liga                      | Liga  | Liga   | Puchar kraju | Puchar kraju | Puchar ligi | Puchar ligi | Europa | Europa | Inne  | Inne   | Suma  | Suma   |
| Klub               | Sezon              | Liga                      | Mecze | Bramki | Mecze        | Bramki       | Mecze       | Bramki      | Mecze  | Bramki | Mecze | Bramki | Mecze | Bramki |
| ------------------ | ------------------ | ------------------------- | ----- | ------ | ------------ | ------------ | ----------- | ----------- | ------ | ------ | ----- | ------ | ----- | ------ |
| FK Željezničar     | 2004/05            | Premijer liga             | 1     | 0      |              |              | –           | –           | 0      | 0      | –     | –      | 1     | 0      |
| FK Željezničar     | 2005/06            | Premijer liga             | 6     | 0      |              |              | –           | –           | –      | –      | –     | –      | 6     | 0      |
| FK Željezničar     | 2006/07            | Premijer liga             | 17    | 7      |              |              | –           | –           | 0      | 0      | –     | –      | 17    | 7      |
| FK Željezničar     | 2007/08            | Premijer liga             | 25    | 10     |              |              | –           | –           | 0      | 0      | –     | –      | 25    | 10     |
| FK Željezničar     | Ogólnie            | Ogólnie                   | 49    | 17     |              |              | 0           | 0           | 0      | 0      | 0     | 0      | 49    | 17     |
| Lech Poznań        | 2008/09            | Ekstraklasa               | 29    | 9      | 7            | 3            | 1           | 0           | 12     | 3      | –     | –      | 49    | 15     |
| Lech Poznań        | 2009/10            | Ekstraklasa               | 26    | 2      | 1            | 0            | –           | –           | 4      | 0      | 1     | 0      | 32    | 2      |
| Lech Poznań        | 2010/11            | Ekstraklasa               | 28    | 6      | 6            | 2            | –           | –           | 14     | 1      | 1     | 0      | 49    | 9      |
| Lech Poznań        | 2011/12            | Ekstraklasa               | 23    | 1      | 4            | 1            | –           | –           | –      | –      | –     | –      | 27    | 2      |
| Lech Poznań        | Ogólnie            | Ogólnie                   | 106   | 18     | 18           | 6            | 1           | 0           | 30     | 4      | 2     | 0      | 157   | 28     |
| Karpaty Lwów       | 2012/13            | Premier-liha              | 22    | 1      | 2            | 2            | –           | –           | –      | –      | –     | –      | 24    | 3      |
| Karpaty Lwów       | Ogólnie            | Ogólnie                   | 22    | 1      | 2            | 2            | 0           | 0           | 0      | 0      | 0     | 0      | 24    | 3      |
| Gaziantepspor      | 2013/14            | Süper Lig                 | 6     | 1      | 2            | 3            | –           | –           | –      | –      | –     | –      | 8     | 4      |
| Gaziantepspor      | Ogólnie            | Ogólnie                   | 6     | 1      | 2            | 3            | 0           | 0           | 0      | 0      | 0     | 0      | 8     | 4      |
| Wisła Kraków       | 2013/14            | Ekstraklasa               | 16    | 7      | 0            | 0            | –           | –           | –      | –      | –     | –      | 16    | 7      |
| Wisła Kraków       | 2014/15            | Ekstraklasa               | 25    | 8      | 0            | 0            | –           | –           | –      | –      | –     | –      | 25    | 8      |
| Wisła Kraków       | Ogólnie            | Ogólnie                   | 41    | 15     | 0            | 0            | 0           | 0           | 0      | 0      | 0     | 0      | 41    | 15     |
| APOEL FC           | 2015/16            | Protathlima A’ Kategorias | 16    | 3      | 6            | 0            | –           | –           | 8      | 1      | 1     | 0      | 31    | 4      |
| APOEL FC           | Ogólnie            | Ogólnie                   | 16    | 3      | 6            | 0            | 0           | 0           | 8      | 1      | 1     | 0      | 31    | 4      |
| Wisła Kraków       | 2016/17            | Ekstraklasa               | 14    | 1      | 0            | 0            | –           | –           | –      | –      | –     | –      | 14    | 1      |
| Wisła Kraków       | Ogólnie            | Ogólnie                   | 14    | 1      | 0            | 0            | 0           | 0           | 0      | 0      | 0     | 0      | 14    | 1      |
| Wisła Płock        | 2017/18            | Ekstraklasa               | 27    | 4      | 0            | 0            | –           | –           | –      | –      | –     | –      | 27    | 4      |
| Wisła Płock        | 2018/19            | Ekstraklasa               | 12    | 0      | 3            | 2            | –           | –           | –      | –      | –     | –      | 15    | 2      |
|                    | Ogólnie            | Ogólnie                   | 39    | 4      | 3            | 2            | 0           | 0           | 0      | 0      | 0     | 0      | 42    | 6      |
| Ogólnie w karierze | Ogólnie w karierze | Ogólnie w karierze        | 293   | 60     | 31           | 13           | 1           | 0           | 38     | 5      | 3     | 0      | 366   | 78     |

## Statystyki kariery reprezentacyjnej

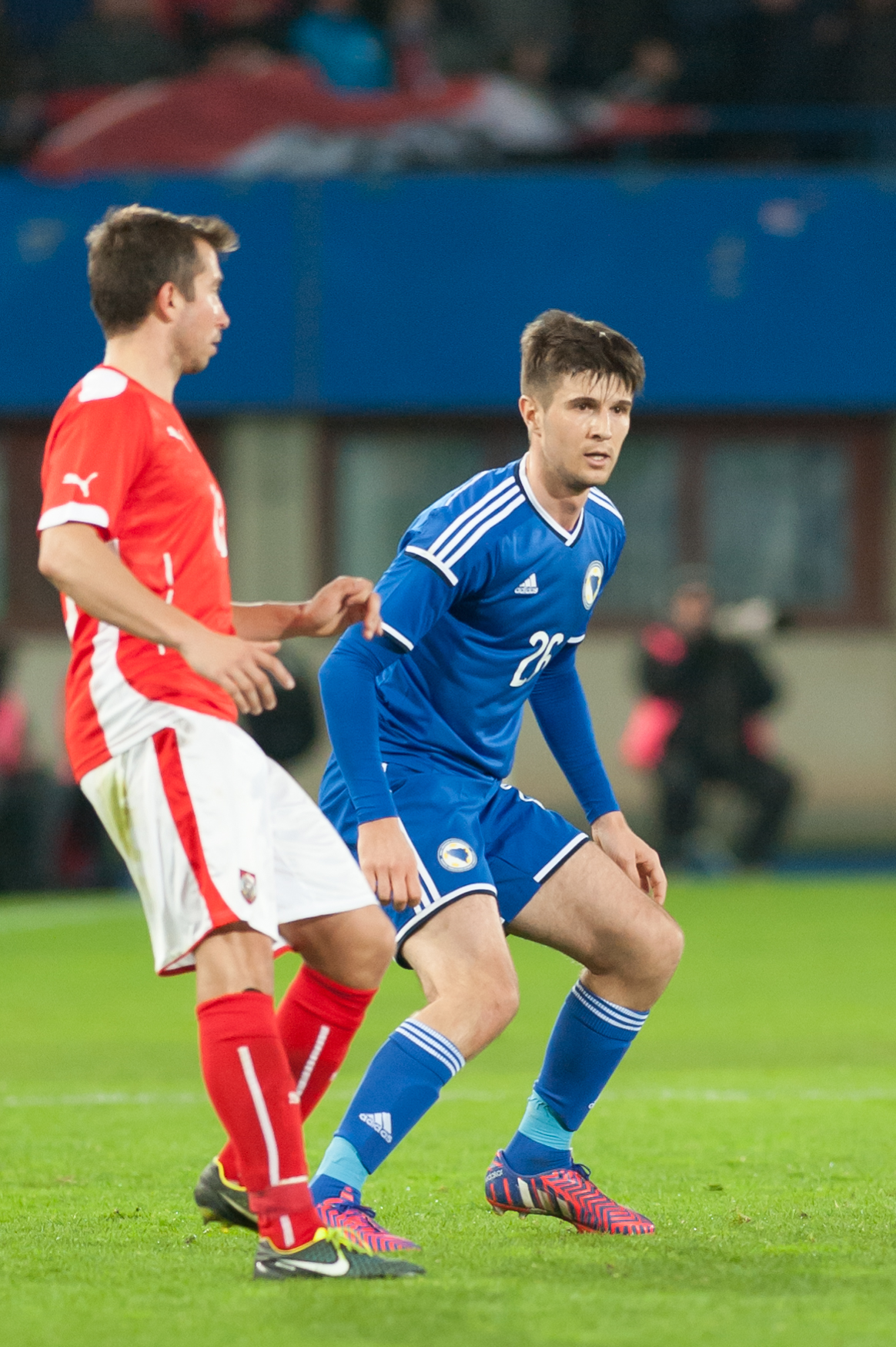
Štilić podczas meczu reprezentacji Bośni i Hercegowiny.

(aktualne na dzień 11 czerwca 2015)
| 1. | 15.12.2007 | Antalya, Turcja                | Polska   | 1:0 |  | towarzyski  |
| 2. | 30.01.2008 | Tokio, Japonia                 | Japonia  | 0:3 |  | towarzyski  |
| 3. | 09.06.2009 | Cannes, Francja                | Oman     | 2:1 |  | towarzyski  |
| 4. | 10.08.2010 | Sarajewo, Bośnia i Hercegowina | Katar    | 1:1 |  | towarzyski  |
| 5. | 03.06.2011 | Bukareszt, Rumunia             | Rumunia  | 0:3 |  | el. ME 2012 |
| 6. | 10.08.2011 | Sarajewo, Bośnia i Hercegowina | Grecja   | 0:0 |  | towarzyski  |
| 7. | 06.09.2011 | Zenica, Bośnia i Hercegowina   | Białoruś | 1:0 |  | el. ME 2012 |
| 8. | 31.03.2015 | Wiedeń, Austria                | Austria  | 1:1 |  | towarzyski  |

## Sukcesy

### Lech Poznań
- Mistrzostwo Polski: 2009/2010
- Puchar Polski: 2008/2009
- Superpuchar Polski: 2009

### APOEL
- Mistrzostwo Cypru: 2015/2016

### Indywidualne
- Obcokrajowiec roku plebiscytu „Piłki Nożnej”: 2008